# Parc national naturel de la Cordillera de los Picachos
Le parc national naturel de la Cordillera de los Picachos est un parc national situé dans la cordillère Orientale de la région andine de la Colombie. Il est réparti entre les départements de Meta, Caquetá et Huila, sur les municipalités de San Vicente del Caguán, Guacamayas et La Uribe.

## Géographie
Le parc est à la jonction entre les régions de l'Amazonie, de l'Orénoquie et des Andes. Il abrite la source du río Guayabero, plus connu sous le nom de río Guaviare, un des principaux affluents de l'Orénoque.

## Climat
La moyenne annuelle des précipitations est de 5 000 mm tandis que les températures oscillent entre 5 et 25 °C.

## Faune et flore
Les écosystèmes rencontrés dans le parc sont le páramo, la forêt vierge et la forêt de nuage.